# بوجرار
أحد أحياء بلدية زغاية يقع في المدخل الشرقي للمدينة على الطريق الوطني رقم 79  بتعداد سكاني يقارب 1500  ساكن  تبعد ن مقر الولاية ميلةبـ 4 كلم